# NGC 3121
NGC 3121 je galaksija u zviježđu Lavu.

## Vanjske poveznice
- SEDS: NGC 3121